# Popis hrvatsko-inojezičnih rječnika
Za ove jezike postoje rječnici s prijevodom na hrvatski:
Od slavenskih jezika postoje rječnici s prijevodom na hrvatski:
- bugarski jezik[1]
- crkvenoslavenski jezik hrvatske redakcije
- češki jezik[2]
- poljski jezik[3]
- ruski jezik
- slovački jezik[4][5]
- slovenski jezik
- srpski jezik
- staroslavenski jezik
- ukrajinski jezik (Antica Menac, u suautorstvu s A. P. Koval)[6]
- makedonski jezik, 1. dio (u rječničkom dodatku Zbornika narodnih umotvorina braće Miladinov - Bugarske narodne pjesme, sakupljene od braće Miladinov, radna naslova Makedonske narodne pjesme[7]) (2000 riječi)[8][9]

Od germanskih jezika, postoje rječnici s prijevodom na hrvatski:
- engleski jezik
- nizozemski jezik[10]
- norveški jezik[11]
- njemački jezik
- švedski jezik[12][13][14]
- nordijski jezici (skupno prikazani)[15]
- nizozemski jezik[16][17]

Od romanskih jezika, postoje rječnici s prijevodom na hrvatski:
- francuski jezik
- katalonski jezik (zasad samo razgovorni priručnik)[18]
- latinski jezik
- portugalski jezik[19]
- rumunjski jezik
- španjolski jezik[20][21]
- talijanski jezik
- istrorumunjski jezik[22]

Od keltskih jezika, postoji jedan rječnik s prijevodom na hrvatski. Rječnik je iz 1777. godine, a na njemu su keltski jezici prikazani skupno (Om Spor af en Obereensstemmelse mellem det Illyriske og Celtiske Sprog, i de Nordiske og obrige Mundarter, som komme af dem begge)
Od iranskih jezika, postoje rječnici s prijevodom na hrvatski:
- perzijski jezik (zasad samo razgovorni priručnik)[23]

Od ostalih indoeuropskih jezika, postoje rječnici s prijevodom na hrvatski:
- albanski jezik[24][25][26][27]
- grčki jezik
- romski jezik[28]

Od ugro-finskih jezika, postoje rječnici s prijevodom na hrvatski:
- finski jezik (Rada Borić)[29][30][31]
- mađarski jezik

Od turkijskih jezika, postoje rječnici s prijevodom na hrvatski:
- turski jezik[32][33]

Od semitskih jezika, postoje rječnici s prijevodom na hrvatski:
- hebrejski jezik

Ostali jezici: 
- svahili[34]

Od umjetnih jezika, postoje rječnici s prijevodom na hrvatski:
- esperanto

U popis su ušli hrvatski i "hrvatski ili srpski" rječnici.

U gornji popis nisu uračunati "srpskohrvatski" ili "srpski ili hrvatski" rječnici.